# Belisana anhuiensis
Belisana anhuiensis là một loài nhện trong họ Pholcidae. Loài này được phát hiện ở Trung Quốc.